# Spike (desenvolvimento de software)
Um spike é um método de desenvolvimento de produto originado da programação extrema que usa o programa mais simples possível para explorar soluções potenciais. É usado para determinar quanto trabalho será necessário para resolver ou contornar um problema de software. Normalmente, um "teste spike" envolve a coleta de informações adicionais ou testes para casos extremos facilmente reproduzíveis. O termo é usado em abordagens de desenvolvimento ágil de software como Scrum ou programação extrema.

## Usos
Um spike em um sprint pode ser usado de várias maneiras:
- Como forma de familiarizar a equipe com um novo hardware ou software
- Para analisar um problema minuciosamente e auxiliar na divisão adequada do trabalho entre membros separados da equipe.
- Os testes spike também podem ser usados para mitigar riscos futuros e podem descobrir problemas adicionais que não foram notados.

Uma distinção pode ser feita entre spikes técnicos e spikes funcionais. O spike técnico é usado com mais frequência para avaliar o impacto que uma nova tecnologia tem sobre a implementação atual. Um spike funcional é usado para determinar a interação com um novo recurso ou implementação.
Para acompanhar esses itens de trabalho, em um sistema de tíquetes, uma nova história de usuário pode ser configurada para cada spike, para fins de organização.
Após um spike, os resultados (um novo design, um fluxo de trabalho refinado, etc.) são compartilhados e discutidos com a equipe.